# Игнёвски, Александар
Александар Игнёвски (серб. Aleksandar Ignjovski / Александар Игњовски; род. 27 января 1991, Белград) — сербский футболист, защитник. Выступал за сборную Сербия.

## Карьера

### Клубная
Воспитанник школы белградской команды ОФК. Начал там свою карьеру в 2008 году, но отыграл фактически всего один сезон — 23 матча и 3 гола. 8 июля 2009 года он подписал контракт с немецким клубом «Мюнхен 1860» о выступлении на правах аренды, в составе которого сыграл 53 игры в рамках чемпионата Второй Бундеслиги и 2 матча в Кубке Германии. По окончании срока аренды вернулся в Белград, где узнал об интересе со стороны «Вердера». 4 августа 2011 подписал контракт с немецким клубом (срок действия завершится 30 июня 2014). Ориентировочная стоимость трансфера составила около миллиона евро
По окончании сезона 2013/14 Игнёвски подписал контракт на три года с франкфуртским «Айнтрахтом».

### В сборной
Вызывался ранее в юношеские команды Сербии категорий до 16 и до 17 лет, в составе которых провёл 15 игр и забил один гол, а также принял участие в чемпионате Европы 2008 года (юноши до 17 лет). В юношеской сборной до 19 лет провёл 5 игр и помог сербской сборной выйти в финальную часть чемпионата Европы 2009, но в финальный состав не попал, хотя и наигрывался в товарищеской встрече с Францией 2 июня 2009 (победа французов 1:0). С 2010 года играет за молодёжную команду Сербии (приглашался и в команду Македонии).